# Ted Wilde
Ted Wilde (16. december 1889 - 17. december 1929) var en amerikansk komedieforfatter og filminstruktør. Han var mest produktiv i stumfilmens æra, men han nåede at instruere 2 tonefilm i 1929. Han startede sin karriere i Harold Lloyds forfatterstab. Wilde nåede at få en nominering i kategorien Bedste Instruktør, Komedie ved den første oscaruddeling i 1929. Hans sidste film var Clancy in Wallstreet der fik premiere i 1930. Han døde, dagen efter sin 40-års fødselsdag, af et slagtilfælde.

## Filmografi
- Clancy in wallstreet (1930)
- Loose ankle (1930)
- Speedy (1928)
- Babe comes home (1927)
- The Kid Brother (1927)
- The haunted Honeymoon (1925)
- A Sailor Papa (1925)
- The Goofy Age (1924)
- Battling Orioles (1924)

## Ekstern henvisning
- Ted Wilde på Internet Movie Database (engelsk)
- Ted Wilde på Filmdatabasen
- Ted Wilde på Svensk Filmdatabas (svensk)
- Ted Wilde på AlloCiné (fransk)
- Ted Wilde på AllMovie (engelsk)
- Ted Wilde på The Movie Database (engelsk)